# Bataille de Champaubert
Sixième Coalition
Batailles
Campagne de Russie (1812)
- Liste des batailles
- Mir
- Moguilev
- Ostrovno
- Vitebsk
- Kliastitsy
- Smolensk
- 1re Polotsk
- Valoutina Gora
- Moskova
- Moscou
- Winkowo
- 2e Polotsk
- Maloïaroslavets
- Gorodnia
- Czaśniki
- Viazma
- Smoliani
- Krasnoï
- Bérézina

Campagne d'Allemagne (1813)
- Dantzig
- Lunebourg
- Möckern
- Lützen
- Bautzen
- Reichenbach
- Haynau
- Luckau
- Hoyerswerda
- Lauenbourg
- Goldberg
- Gross Beeren
- Katzbach
- Dresde
- Kulm
- Dennewitz
- Peterswalde
- Liebertwolkwitz
- Leipzig
- Hanau
- Sehested
- Torgau
- Hambourg

Campagne de France (1814)
- Sainte-Croix-en-Plaine
- Besançon
- Mayence
- Metz
- Saint-Avold
- 1re Saint-Dizier
- Brienne
- La Rothière
- Campagne des Six-Jours (Champaubert
- Montmirail
- Château-Thierry
- Vauchamps)
- Mormant
- Montereau
- Bar-sur-Aube
- Saint-Julien
- Laubressel
- Berry-au-Bac
- Craonne
- Coutures
- Laon
- Soissons
- Mâcon
- Reims
- Saint-Georges-de-Reneins
- Limonest
- Arcis-sur-Aube
- Fère-Champenoise
- 2e Saint-Dizier
- Meaux
- Claye
- Villeparisis
- Paris

- Feistritz
- Caldiero (en)
- Trieste
- Mincio

- Hoogstraten (de)
- Anvers
- Berg-op-Zoom
- Courtrai

La bataille de Champaubert est une des batailles de la campagne de France, liée à la Sixième Coalition, qui se déroule de fin décembre 1813 à avril 1814 et durant laquelle Napoléon Ier tente d'arrêter l'invasion de la France et conserver son trône. Malgré plusieurs victoires, dont celle de Champaubert, et après l'entrée des troupes prussiennes et russes dans Paris, l'empereur abdique le 6 avril 1814 et part en exil à l'île d'Elbe.
La bataille de Champaubert s’est déroulée le 10 février 1814. Elle s’est soldée par une victoire des troupes de Napoléon Ier, commandées par le maréchal Marmont, sur les Russes commandés par le général Olsoufiev. Cet épisode fait partie des événements de la campagne des Six-Jours.

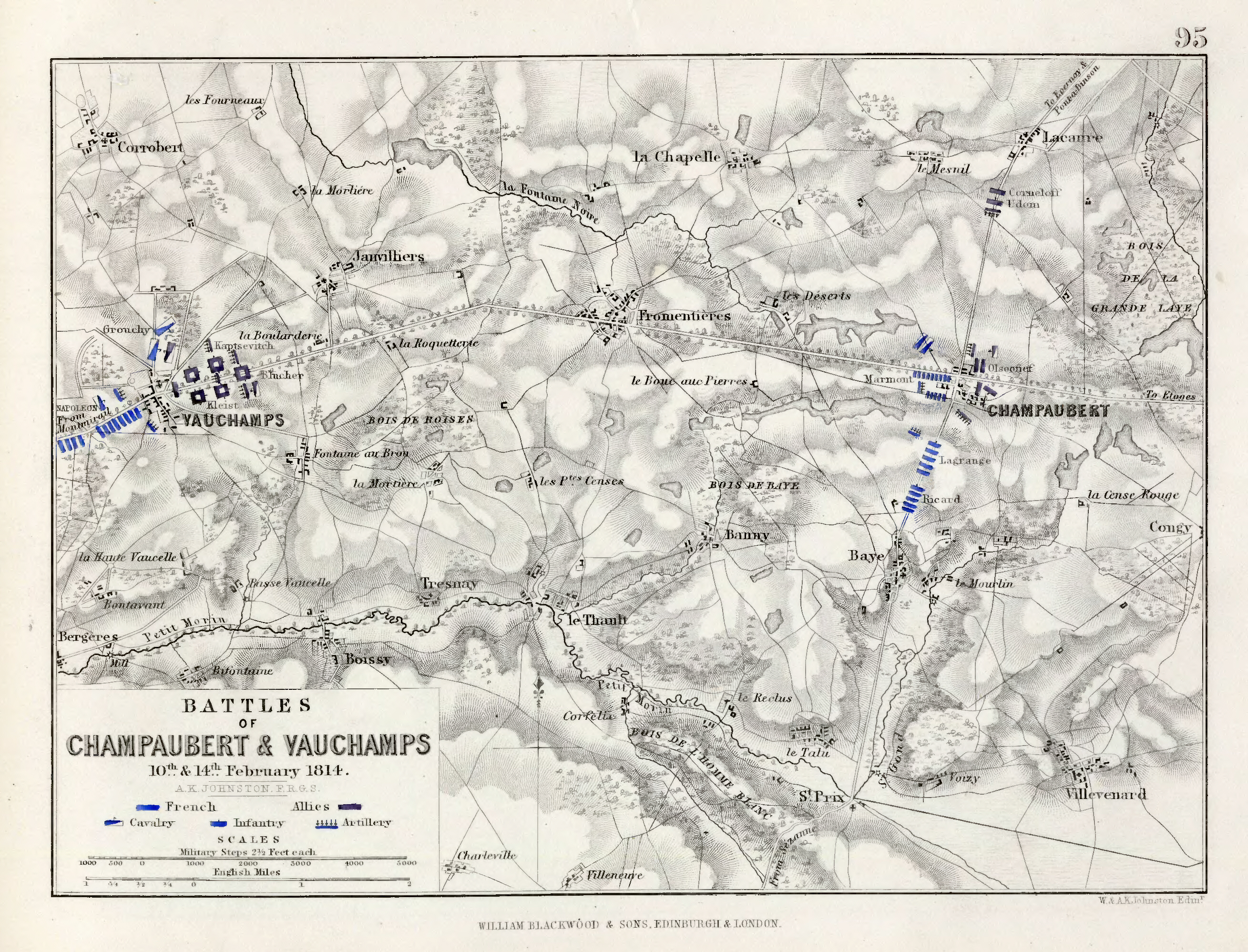
Plan des batailles de Champaubert et de Vauchamps.

## Forces en présence
Napoléon organise l’attaque : à gauche, la division Lagrange, appuyée par la cavalerie de Doumerc ; à droite, la division Ricard, flanquée des cuirassiers de Bordesoulle ; en arrière, Ney suit Marmont avec ses deux divisions de la Jeune Garde.
De son côté, Olsoufiev n’aligne que cinq mille hommes, sans appui de cavalerie, mais soutenu par une artillerie assez importante de 24 canons.

## La bataille
Olsoufiev, ayant trop étiré ses troupes, est rapidement débordé par celles de Marmont et, malgré une résistance acharnée, il doit évacuer les villages de Baye et Bannay. Les Russes se reforment en arrière et se replient en carré vers Champaubert afin de s’y retrancher.
Soudain, les cuirassiers du général Doumerc surgissent et enfoncent littéralement les carrés russes qui partent en pleine débandade. La plupart des fuyards tentent de gagner Champaubert, mais Grouchy, à la tête de sa cavalerie légère, les rattrape et les taille en pièces. Les rares troupes russes fuyant sur Étoges sont surprises et rompues par les cuirassiers de Bordesoulle et l’infanterie de Lagrange.

## Pertes
Au total, 3 000 Russes sont capturés ou trouvent la mort. Le général Olsoufiev, capturé par Pierre-Christophe Christille, un chasseur à cheval qui est décoré sur-le-champ de la croix de la Légion d'honneur, dîne avec Napoléon le soir même. Les Français perdent 650 hommes tués ou blessés, parmi lesquels le général Lagrange, grièvement blessé à la tête.

## Mémoire
À Paris, une avenue de Champaubert perpétue le souvenir de cette victoire française.